# Bates Delight
Bates Delight er et det første engelsksprogede studiealbum af den danske skuespiller, sanger og sangskriver Martin Brygmann. Det udkom den 25. august 2017 på ArtPeople. Albummet har taget tre og et halvt år at færdiggøre, siden Martin Brygmann skrev de første sange. Det har ifølge Martin Brygmann kostet en halv million kroner at indspille og producere.

## Modtagelse
Jan Eriksen fra BT gav albummet fem ud af seks stjerner, og skrev: "Taget på sine egne præmisser er 'Bates Delight' et mindre dansk popmesterværk. Martin Brygmann har skabt et album, den danske rockscene ikke vidste, den savnede. I øvrigt er det godt at se Brygmann træde kunstnerisk i karakter efter en del år med diverse små og store skuespilroller."
Politikens anmelder Henrik Palle gav albummet tre ud af seks hjerter. Anmelderen roste albummets produktion og dets melodier, og sammenlignede sangene med Gilbert O'Sullivan og Paul McCartney.
Jan Opstrup Poulsen fra Gaffa gav ligeledes Bates Delight tre ud af seks stjerner, og skrev: "Det er rigtig pæne og nydelige kompositioner, der er tæt på at fordampe i egen velvære, hvis det ikke lige var for Brygmanns trang som solist til at gå lidt nye veje". ... ...Bates Delight er lidt for meget lyden af i går, hvor det ikke lykkes for Brygmann at bryde med fortidens poplyd.
Musikjournalisten Per Wium skrev lige efter udgivelsen på sin blog blandt andet: "Det er nemlig et fremragende album. Tidløst. Og tilmed håndspillet." 

## Spor
1. Interlude 1:08
2. Safe and Sound 4:25
3. Sleepwalking 4:29
4. Five in the Morning 3:49
5. Driving 4:26
6. Me Myself and My Suitcase 3:46
7. Dive 3:47
8. Little Miss Peculiar 5:37
9. Lighthouse Glow 5:48
10. Probably Plastic 3:49
11. Victorious Youth 4:50
12. Strangers 4:10
13. Falling 3:56

## Hitliste
| Hitliste (2017)        | Højeste placering |
| ---------------------- | ----------------- |
| Danmark (Album Top-40) | 31                |